# Jean Paul Ernest Stirn
Pour les articles homonymes, voir Stirn.
Jean Paul Ernest Stirn, né le 12 avril 1867 à Mutzig et mort le 12 mai 1915 à Mont-Saint-Éloi, est un officier général français.
C'est l'un des 42 généraux français morts au combat durant la Première Guerre mondiale. Son nom est également inscrit au Panthéon dans la liste des 560 écrivains morts pour la France.

## Biographie
Né à Mutzig dans le Bas-Rhin, il est le fils d'un garde d'artillerie, Jean-Martin Stirn et de Marie Ernestine Delcominète.
Il se marie à Laval, le 8 août 1892, avec Berthe Adélaïde Joséphine Jeanne Ferron.

### Carrière militaire
Il intègre l'École spéciale militaire de Saint-Cyr en 1885 (promotion de l'Annam).
En 1887, il en sort 7e sur 394 élèves et intègre l'infanterie. Il est sous-lieutenant, puis lieutenant en 1891 au 101e régiment d'infanterie à Laval.
Il suit les cours de l'École supérieure de guerre de 1893 à 1895 et en sort avec un brevet d'état-major, mention très bien classé 13e sur 80. Il est promu capitaine en 1896 et chef de bataillon en 1906.
Il effectue une grande partie de sa carrière à l'état-major de l'armée (1895-1897, 1900-1906, 1909-1914) où il est fortement imprégné par la doctrine de l'offensive à outrance de Grandmaison.
Il est nommé chevalier de la Légion d'honneur le 12 juillet 1911.
Il est promu lieutenant-colonel le 24 mars 1912. Le 9 avril 1914, il est affecté au 33e régiment d'infanterie d'Arras pour y prendre la succession de Pétain nommé le 28 mars au commandement de la 4e brigade d'infanterie à Saint-Omer.

### Première Guerre mondiale
Le 5 août 1914, son régiment se met en route pour rejoindre le point de concentration du 1er corps d'armée puis entrer en Belgique.
Le 15 août 1914, le 33e RI participe au déclenchement de la bataille de Dinant sur la Meuse. Après les batailles de Charleroi, de Guise et de la Marne, Jean-Paul Stirn est promu colonel le 1er octobre 1914.
Il est cité à l'ordre de l'armée : 

« A montré les plus belles qualités militaires, agissant avec méthode et vigueur, a obtenu des résultats importants avec des pertes minimes. »

Le 17 novembre 1914, il prend le commandement de la 88e brigade d'infanterie dans le secteur du Mont-Saint-Éloi.
En 1915, durant la bataille de l'Artois, succédant au général Barbot, mortellement blessé le 10 mai, il est promu général de brigade.
Deux jours plus tard, le 12 mai 1915 , commandant la 77e division d'infanterie, Stirn est tué devant Carency, au lieu-dit Berthonval,.
Il est cité, à titre posthume, à l'ordre de l'armée : 

« Officier de grand mérite, d'une intelligence et d'une vigueur remarquables ; tué le lendemain du jour où il venait d'être nommé au commandement d'une division. »

Il est reconnu « mort pour la France ».

## Décorations
- Chevalier de la Légion d'honneur (décret du 12 juillet 1911)
- Croix de guerre 1914–1918, palme de bronze (deux citations à l'ordre de l'armée)

## Œuvres principales
- Procédés de combat du bataillon et de la compagnie d'infanterie, 1912

## Postérité
En 1919, la Manteuffel Kaserne de Strasbourg est rebaptisée en l'honneur du général Stirn.
Son nom est inscrit au monument des Généraux morts au Champ d'Honneur 1914-1918 de l'église Saint-Louis à l'Hôtel des Invalides de Paris.
Cent ans après son décès, le 17 mai 2015, une stèle est inaugurée à Mont-Saint-Éloi honorant sa mémoire.